# Gilmanova činidla

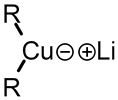
Obecná struktura Gilmanova činidla

Gilmanova činidla jsou organokovové sloučeniny lithia a mědi, s obecným vzorcem R2CuLi (R je alkyl nebo aryl). Jde o užitečnou skupinu reaktantů, protože na rozdíl od Grignardových a organolithných činidel reagují s halogenderiváty a nahrazují halogenové skupiny skupinami R; tato reaktivita se využívá v Coreyových–Houseových syntézách, jež umožňují vytvářet složité sloučeniny z jednoduchých výchozích látek.

## Příprava a reakce
(CH3)2CuLi lze připravit reakcí jodidu měďného s methyllithiem v tetrahydrofuranu za teploty −78 °C. V níže znázorněné reakci Gilmanovo činidlo methyluje alkyn prostřednictvím konjugované adice a záporný náboj je zachycen při nukleofilní acylové substituční reakci s esterem za vzniku cyklického enonu.
U konjugovaných enonů převažují 1,4-adice nad 1,2 adicemi.

## Struktura
Dimethylměďnan lithný vytváří v diethyletheru dimer v podobě osmičlenné cyklické sloučeniny a obdobně krystalizuje jako dimerní etherát, [{Li(OEt2)}(CuPh2)]2.
V komplexu s 12-crown-4 mají vzniklé diorganylměďnanové anionty na atomu mědi lineární koordinační geometrii.

## Smíšené měďnany
Obecnější využití než Gilmanova činidla mají smíšené měďnany, sloučeniny obsahující ionty [RCuX]− a [R2CuX]2−. Připravují se reakcemi organolithných sloučenin s měďnými halogenidy nebo kyanidem měďným. Vyznačují se větší stabilitou a snazším přečišťováním. Jejich nevýhodou je využitelnost alkylové skupiny; někdy se tak používají smíšené měďnany typu Li2[Cu(2-thienyl)(CN)R] připravované z thienyllithia a kyanidu měďného a organickou skupinou, kterou má činidlo obsahovat. Nedochází zde k přesunu kyanidové ani thienylové skupiny.